# 사우론
사우론(Sauron)은 J. R. R. 톨킨의 소설 《반지의 제왕》에 등장하는 암흑의 군주이다. 모르고스의 부하로서 모르고스가 파멸한 후 가운데땅을 점령하려고 했지만 골룸과 절대반지가 모르도르의 용암속으로 떨어져 파멸한다. 반지의 제왕에서는 사우론이라고 불리는 경우가 매우 적으며, 오히려 '암흑의 군주'로 더 자주 불린다. 이외에도 '고르사우르',  '불타는 눈', '모르도르의 거안', '루그부르즈', '적'이라고도 언급되기도 한다. 제3시대 이후 부활에 성공했지만 절대 반지를 찾지 못해 유령의 존재, 즉, 눈의 모형만 존재하는 마이아로 다크 타워 위에서 가운데땅을 지켜보는 모습으로 소설과 영화에 등장한다.

## 관련 줄거리
사우론은 본래 톨킨의 세계관의 유일신인 일루바타르를 도와 세상을 가꾸는 아이누족의 시종인 마이아였다. 그러나 모르고스의 유혹에 의해 타락한 그는 모르고스의 모든 사악한 짓에 참여하고 또 돕게 된다. 모르고스가 악의 행동을 일삼는 동안 사우론은 베렌의 일족들을 몰살시키고 베렌이 실마릴을 훔쳐가는 것을 막으려하나 발리노르의 개, 후안에게 밀려 큰 타격을 입게 된다. 제 1시대가 끝나고 모르고스가 발라의 군세에 의해 몰락하자, 그는 도망을 갔다.
제 2시대부터 사우론은 모르고스를 대신해 가운데땅의 악의 화신으로 등장하게 된다. 제 2시대 동안 그는 힘의 반지(절대반지)들을 만들었으며, 그를 지배하기 위한 절대반지를 만들어 요정족과 난쟁이족, 그리고 인간들을 지배하려 했다. 그러나 요정족은 이러한 술수에 쉽게 걸려들지 않았고, 이로 인한 사우론과의 큰 전쟁이 있었다. 이 전쟁으로 가운데땅에 남은 요정족들 중 많은 수가 죽었다.
요정족을 구원했던 것은 제 1시대에 요정족들을 끝까지 도와 준 대가로 긴 수명과 큰 지혜, 그리고 가운데땅의 암흑에서부터 멀리 떨어진 섬대륙인 누메노르라는 땅을 선물로 받은 반요정족인 두네다인들이었다. 사우론은 이 일로 누메노르인들에 대한 큰 증오를 키운다.
제 2시대 말에 사우론은 누메노르인들과 전쟁을 하게 된다. 그러나 누메노르의 힘에 대항할 수 없었던 사우론은 항복하여 누메노르로 포로로 잡혀가는 선택을 한다. 그는 누메노르에서 자신의 거짓말과 지식, 그리고 외적인 아름다움으로 누메노르인들을 타락시키며, 그들을 사악한 인종으로 만들어 버린다. 자신들의 긴 수명에 만족치 못하고 요정족의 불사를 갈망한 누메노르인들은 사우론의 지시 하에 발라를 향해 전쟁을 일으키고, 누메노르는 이 죄로 인하여 땅속으로 가라앉게 된다. 이때 섬 중심의 신전에 앉아 있다 섬과 같이 가라앉아 버린 사우론은 자신의 아름다운 외관을 잃고 흉측한 모습으로밖에 존재하지 못하게 된다.

반지의 제왕:반지 원정대에 등장하는 사우론

가운데땅으로 돌아온 사우론은 타락하지 않았던 누메노르인들이 엘렌딜과 이실두르, 아나리온의 지도 하에 가운데땅에 와서 새 왕국을 세웠다는 것을 알게된다. 사우론은 크게 분노하여 이들을 향해 전쟁을 일으키지만, 요정족과 인간들의 동맹을 이기지 못하고 패배한다. 이때 그는 절대 반지도 손실하게 되어 오랜 시간 동안 아무런 힘이 없는 무형체의 존재로 지내게 된다. 절대반지는 이실두르의 손에 들어가지만, 이실두르는 반지의 유혹을 이기지 못하고 가져가게 된다. 그러다 오크들에게 죽임을 당하고, 그 반지는 사라지게 된다.
스미골이 친구와 낚시를 하다가 절대반지를 발견하고 500여년동안 지니고 다녔지만, 반지가 골룸을 버린 후 소린과 동행한 빌보가 땅에서 주워 빌보가 반지를 가지게 된다.
제 3시대 동안 사우론은 그 힘을 키워 드디어 다시 가운데땅에 나타나게 된다. 제 3시대 말에 그는 모르도르로 다시 돌아와 혼혈 누메노르인들의 왕국인 곤도르에 전쟁을 일으키나, 프로도가 사는 지방 샤이어에서 삼촌이자 양아버지인 빌보에게서 반지를 물려받아 모르도르 운명의 산에서 절대 반지를 파괴하여 사우론은 완전히 파멸하게 된다.